# Siphamia nigra
Siphamia nigra és una espècie de peix pertanyent a la família dels apogònids.

## Hàbitat
És un peix marí, demersal i de clima tropical.

## Distribució geogràfica
Es troba a l'Índic occidental: Madagascar.

## Observacions
És inofensiu per als humans.